# Matarani
Matarani − miasto portowe w regionie Arequipa, w południowym Peru. W mieście znajduje się jeden z ważniejszych portów pacyficznych Peru. Według danych na rok 2017 miasto zamieszkiwało 5279 osób.
Do Matarani, według planów, będzie dochodziła Autostrada Interoceaniczna łącząca Peru z Brazylią. Miasto znajduje się na szlaku kolejowym Mollendo-Arequipa obsługiwanym przez PeruRail.

## Demografia
Ludność historyczna:
| Rok                                       | 2007   | 2017   |
| ----------------------------------------- | ------ | ------ |
| Ludność                                   | 4823   | 5279   |
| Zmiana liczby ludności w latach 2007−2017 | +0,91% | +0,91% |

Struktura płci na rok 2017:
| Płeć                         | Mężczyźni | Kobiety |
| ---------------------------- | --------- | ------- |
| Liczba osób w danej płci     | 2810      | 2469    |
| Liczba osób w danej płci w % | 53,2%     | 46,8%   |